# 장 팅겔리
장 팅겔리(Jean Tinguely, 1925년 5월 22일 - 1991년 8월 30일)는 스위스 현대 조각을 대표하는 예술가이자 키네틱 아트(kinetic art), 누보레알리즘(nouveau réalism: 신사실주의) 예술가이다.

## 생애
1925년 5월 22일 스위스 프리부르주에서 태어났다. 1941년-1944년에 바젤에서 디자인을 공부했다. 1952년 에바 애플리(Eva Aeppli)와 결혼했고, 1971년에는 니키 드 생팔(Niki de Saint Phalle)과 재혼했다.
팅겔리는 금속공예가 Bernhard Luginbühl과 오랜 기간 동안 친분을 유지했으며, 그 외 다른 예술가, 다니엘 스포에리(Daniel Spoerri), 니키 드 생팔 등과 다양한 작품을 함께 제작하기도 했다. 그가 국제적으로 주목을 받기 시작한 것은 1960년 뉴욕에서 전시된 작품 〈뉴욕찬가(Hommage à New York)〉를 통해서였다. 1991년 그는 66세의 나이로 스위스 베른에서 사망했다.

## 기타
카셀 도큐멘타 3회(1964), 4회(1968), 6회(1977)에 참여했다. 1996년 스위스 바젤에서 그의 이름을 딴 팅겔리 박물관이 개관했다. 건축가 마리오 보타(Mario Botta)가 설계한 이 박물관에는 팅겔리의 작품 다수가 전시되어 있다.

## 같이 보기
- 세상에서 가장 쓸데없는 기계
- 루브 골드버그